# Michał Landau (szachista)

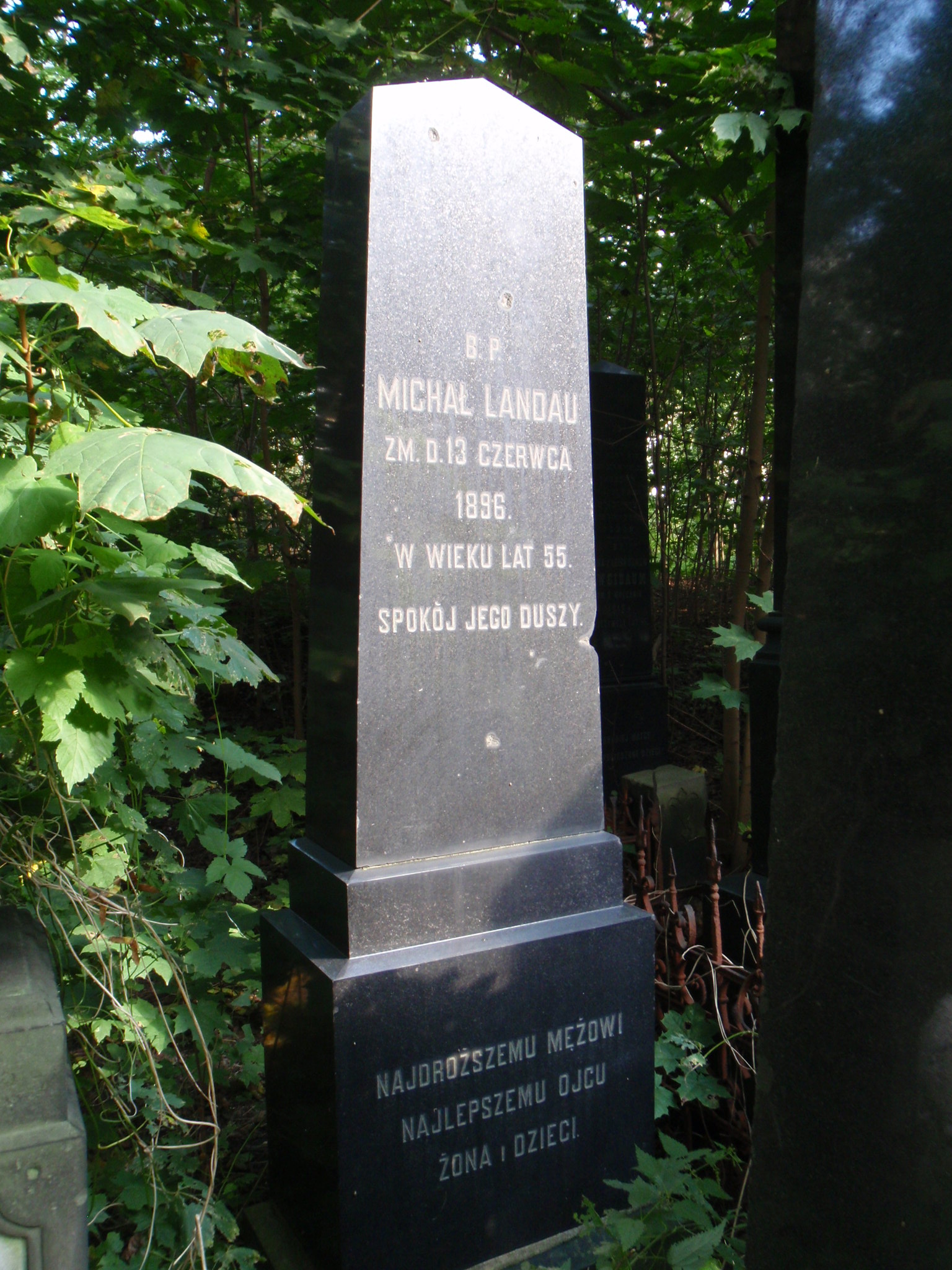
Grób Michała Landau na cmentarzu żydowskim przy ulicy Okopowej w Warszawie

Michał Landau (ur. 1841, zm. 13 kwietnia 1896 w Warszawie) – polski szachista żydowskiego pochodzenia, czołowy zawodnik Warszawy, przemysłowiec.

## Życiorys
Należał do warszawskiej czołówki szachowej od schyłku lat 60. do początku lat 80. XIX wieku. W pierwszych mistrzostwach Warszawy (od maja do lipca 1868) uplasował się na IV miejscu, w 44 partiach zdobywając 23 punkty (z zastrzeżeniem, że za porażki odejmowano punkty w tabeli). W jednej z partii odniósł niespodziewane zwycięstwo nad Szymonem Winawerem, który rok wcześniej zyskał międzynarodową sławę na dużym turnieju w Paryżu; porażka ta nie przeszkodziła jednak Winawerowi w zdobyciu tytułu mistrza Warszawy.
W 1879 miał znaczący udział w korespondencyjnym zwycięstwie reprezentacji Warszawy nad szachistami moskiewskimi. W lipcu 1882 dwukrotnie pokonał goszczącego w Warszawie silnego szachistę rosyjskiego Michaiła Czigorina. W kolejnych latach koncentrował się bardziej na obowiązkach zawodowych, w szachy grywając sporadycznie w kawiarniach i uczestnicząc w konkursach „Kuriera Warszawskiego”. Zainteresowania szachowe przekazał synowi Stanisławowi, absolwentowi studiów prawniczych.
W opinii Józefa Żabińskiego był graczem, który „nigdy nie poświęcił się całkowicie szachom, choć teorię i strategię gry poznał dobrze”.
Został pochowany na cmentarzu żydowskim przy ulicy Okopowej w Warszawie (kwatera 71).